# OBS Studio
OBS Studio (tên cũ là Open Broadcaster Software, viết tắt là OBS) là một ứng dụng phát trực tuyến và ghi màn hình mã nguồn mở tự do và đa nền tảng. Phần mềm có sẵn trên Windows, macOS, các bản phân phối Linux, và BSD. Dự án OBS gây quỹ trên Open Collective và Patreon.

## Tổng quan
OBS Studio là một phần mềm mã nguồn mở miễn phí để phát trực tiếp và ghi màn hình. Được lập trình bằng C/C ++ và được xây dựng bằng Qt, OBS Studio cung cấp khả năng chụp, bố cục cảnh, ghi âm, mã hóa và phát sóng trong thời gian thực thông qua Giao thức nhắn tin thời gian thực (RTMP). OBS Studio hỗ trợ người dùng truyền video đến bất kỳ điểm đến hỗ trợ RTMP nào, ví dụ như YouTube, Twitch, Instagram và Facebook.
Để mã hóa video, OBS Studio sử dụng bộ chuyển đổi x264, Intel Quick Sync Video, Nvidia NVENC và AMD Video Coding Engine để mã hóa luồng video thành các chuẩn mã hoá như H.264/MPEG-4 AVC hoặc H.265/HEVC. Đồng thời, OBS Studio có thể mã hóa nhiều phần âm thanh ở định dạng AAC. Người dùng có kinh nghiệm hơn có thể chọn bất kỳ codec và container nào có sẵn trong libavcodec và libavformat hoặc xuất luồng sang URL FFmpeg tùy chỉnh.

## Giao diện người dùng

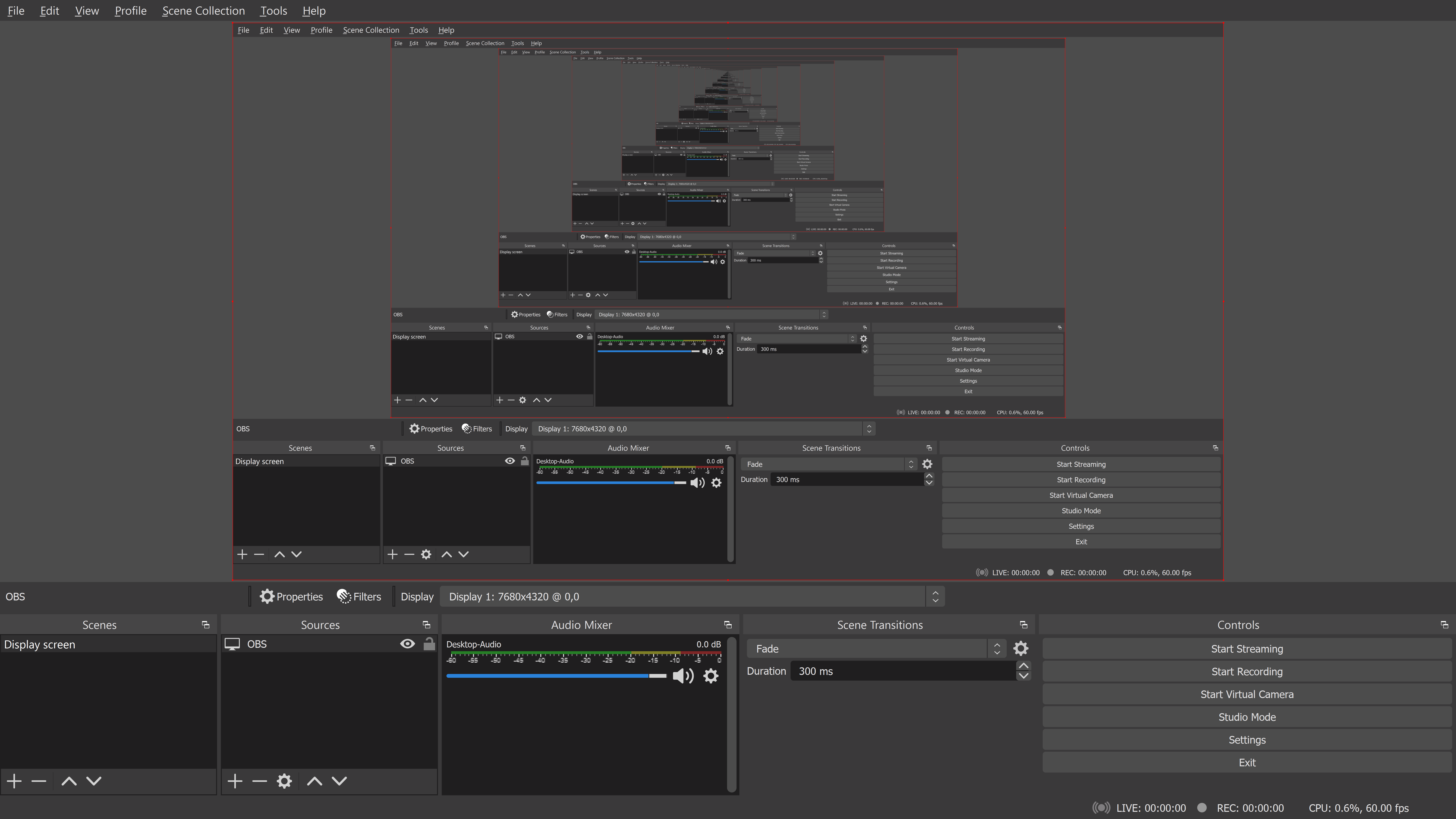
OBS phiên bản 26.1.0

Giao diện người dùng chính gồm năm thành phần: cảnh, nguồn, bộ trộn âm thanh, hiệu ứng chuyển tiếp và bảng điều khiển. Cảnh là các nhóm nguồn như video, văn bản và âm thanh trực tiếp và được ghi lại. Bộ trộn âm thanh cho phép người dùng tắt âm thanh và điều chỉnh âm lượng thông qua các bộ chỉnh âm ảo, và áp dụng các hiệu ứng bằng cách nhấn bánh răng bên cạnh nút tắt tiếng. Bảng điều khiển có các tùy chọn để bắt đầu/dừng ghi hoặc ghi âm, nút để chuyển đổi OBS sang Chế độ Studio (xem bên dưới), menu cài đặt và nút để thoát khỏi chương trình. Phần trên có bản xem trước video trực tiếp, được sử dụng để theo dõi và chỉnh sửa cảnh hiện tại. Giao diện người dùng có thể được chuyển sang nhiều chủ đề khác nhau, ví dụ như chủ đề tối và sáng, tùy thuộc vào sở thích của người dùng.
Khi ở "Chế độ Studio", trên màn hình xuất hiện hai cửa sổ xem trước. Cửa sổ bên trái để sửa đổi và xem trước các cảnh không hoạt động, trong khi cửa sổ bên phải dành cho xem trước cảnh trực tiếp (tương ứng với "Xem trước" và "Chương trình"). Ở giữa có một nút chuyển cảnh phụ, cho phép chuyển sang cảnh không hoạt động trong cửa sổ bên trái bằng cách sử dụng "chuyển tiếp nhanh"
Có một số hướng dẫn sử dụng OBS Studio đơn giản trên Internet, bao gồm các hướng dẫn chuyên sâu hơn được thiết kế để bao gồm mọi khía cạnh của ứng dụng.

## Lịch sử
Những ngày đầu, OBS Studio là một dự án nhỏ do Hugh "Jim" Bailey sáng lập, nhưng đã nhanh chóng phát triển với sự giúp đỡ của nhiều cộng tác viên làm việc với nhau để cải thiện OBS và quảng bá kiến thức về nó. Phiên bản đầu tiên được phát hành vào tháng 8 năm 2012. Năm 2013, việc phát triển bắt đầu dựa trên phiên bản viết lại có tên OBS Multiplatform (sau này là OBS Studio) nhằm mục đích hỗ trợ trên đa nền tảng, bộ tính năng chuyên sâu hơn và API mạnh mẽ hơn. Vào năm 2016, OBS "Classic" không còn được hỗ trợ nữa và OBS Studio đã trở thành phiên bản chính.

## Sử dụng trong phần mềm khác
Streamlabs Desktop (trước đây là Streamlabs OBS) là phần mềm phát trực tiếp dựa trên OBS Studio với một số tính năng bổ sung như tương tác với người xem, quản lý kênh trò chuyện và ủng hộ (tiền) cho Streamer. Phần mềm sử dụng OBS Studio để phát trực tuyến và sử dụng bộ khung (framework) Electron cho giao diện người dùng. Streamlabs hỗ trợ phát trực tiếp nội dung qua Twitch, YouTube Live và Facebook Live. Phiên bản đầu tiên của Streamlabs được phát hành vào ngày 31 tháng 3 năm 2020 cho các thiết bị chạy macOS. Vào ngày 18 tháng 11 năm 2021, sau hàng loạt lời chỉ trích, tên của ứng dụng đã đổi thành Streamlabs Desktop để ngăn chặn mọi ám chỉ liên kết với OBS Studio.